# Tachysurus fulvidraco
Tachysurus fulvidraco — вид прісноводних риб з роду Tachysurus родини Bagridae ряду сомоподібні. Інша назва «жовто-коричневий дракон».

## Опис
Загальна довжина сягає 34,5 см при вазі 3 кг. Самець більший і стрункіший за самицю. Голова велика. Очі помірного розміру. Рот невеличкий. Є 4 пари вусів, на верхній щелепі — довгі, що доходять до грудних плавців. Тулуб сильно витягнутий. Спинний плавець помірно довгий, складається з 1 жорсткого та 7 м'яких променів. Грудні плавці невеличкі, на променях є щербини з двох боків. Жировий плавець крихітний. Анальний плавець складається з 19—20 м'яких променів. Хвостовий плавець сильно виїмчастий.
Забарвлення жовте. По основному фону проходять переривчасті темні смуги неправильної форми. Спина є зеленувато-чорною, черево — яскраво-жовте. З боків присутні темні плями. Спинний плавець темний, хвостовий — зі смугами на лопатях.

## Спосіб життя
Зустрічається у річках, каналах, озерах, струмках з повільною течією та глинисто-мулистим ґрунтом. Зимує у глибоких місцях. Вдень ховається в укриттях: серед корчів, у печерках, водоростях. Активна вночі. Доволі стрімкий та сильний хижак, що атакує здобич миттєво. Живиться переважно дрібною рибою, дрібними безхребетними, молюсками, ікрою риб, комахами. Трапляються випадки канібалізму.
Статева зрілість настає у 3—4 роки. Самиця відкладає ікру в наперед виритій ямці в ґрунті. Самець охороняє кладку з ікрою.

## Розповсюдження
Поширені від річок Лаосу та В'єтнаму до південно-східного Сибіру, насамперед басейну річки Амур.

## Господарське значення
Промисловий вилов не здійснюється, проте ці риби є одним з основних об'єктом любительської риболовлі в басейні р. Амур.